# 兵頭儁
兵頭 儁（ひょうどう まさる、1897年（明治30年）8月16日 - 1946年（昭和21年）4月16日）は、昭和時代前期の朝鮮総督府官僚。全羅南道知事。

## 経歴
兵頭清行の五男として愛媛県北宇和郡宇和島町（現宇和島市）に生まれる。1924年（大正13年）東京帝国大学法学部政治科を卒業する。朝鮮総督府に奉職し、平安南道属兼警部、慶尚南道地方課長、総督府水産課長、咸鏡南道、慶尚南道各警察部長を経て、1937年（昭和12年）釜山税関長に就任。1939年（昭和14年）7月、大邱税務監督局長となり、1942年（昭和17年）11月、総督府総務局企画室長に任じた。その後、全羅南道知事を務めた。